# Lepetella espinosae
Lepetella espinosae là một loài ốc biển, là động vật thân mềm chân bụng sống ở biển thuộc họ Lepetellidae.